# Avant-garde ukrainienne

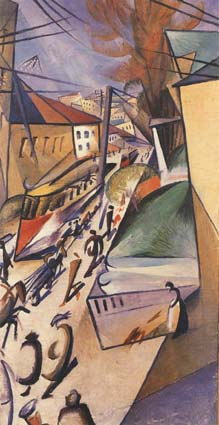
Alexander Bogomazov, Tramway, 1914.

L'Avant-garde ukrainienne est l'ensemble des artistes ukrainiens, surtout des peintres, qui sont les principaux initiateurs de la métamorphose de l'art ukrainien, à l'image des autres mouvements d'avant-garde notamment en Europe occidentale, pendant le premier tiers du XXe siècle.

## Terminologie et caractéristiques
L'« avant-garde ukrainienne » est l'appellation largement utilisée pour désigner les artistes les plus innovants, ayant engendré les principales métamorphoses de l'art ukrainien de la fin des années 1900 au milieu des années 1930.
Le terme de  modernisme est aussi utilisé par certains auteurs pour désigner ce mouvement,.
Il s'agit de l'art ukrainien synchronisé avec l'avant-garde internationale en sculpture, peinture, littérature, cinéma, théâtre, scénographie, graphisme, musique, architecture. Les artistes d'avant-garde ukrainiens les plus connus sont Kasimir Malevitch, Alexandre Archipenko, Vladimir Tatlin, Sonia Delaunay, Vasyl Yermylov, Alexander Bogomazov, Aleksandra Ekster, David Burliuk, Vadym Meller, Vasyl Khmeluk, Anatol Petrytsky. Ils sont tous étroitement liés aux villes ukrainiennes de Kiev, Kharkiv, Lviv, Odessa par leur naissance, leur éducation, la langue, les traditions nationales ou leur identité,.
L'une des premières utilisations du terme « avant-garde ukrainienne » concernant la peinture et la sculpture pendant la censure soviétique est attestée dans la discussion artistique de l'exposition de rêve de Tatlin, organisée par l'historien de l'art parisien Andréi Nakov, à Londres, en 1973, qui présentait des œuvres des artistes ukrainiens Vasyl Yermylov et Alexander Bogomazov. Les premières expositions internationales d'avant-garde en Ukraine, rassemblant aussi des artistes français, italiens, ukrainiens et russes, ont eu lieu à Odessa et à Kiev au salon Izdebsky ; plus tard, les mêmes pièces ont été exposées à Saint-Pétersbourg et à Riga,. La couverture du catalogue Izdebsky Salon 2 (1910–1911) présente des œuvres abstraites de Wassily Kandinsky.
Le premier groupe artistique formel se réclamant de ce mouvement, appelé "Avangarde" (Avant-garde), est fondé à Kharkiv en 1925.

## Chronologie, événements

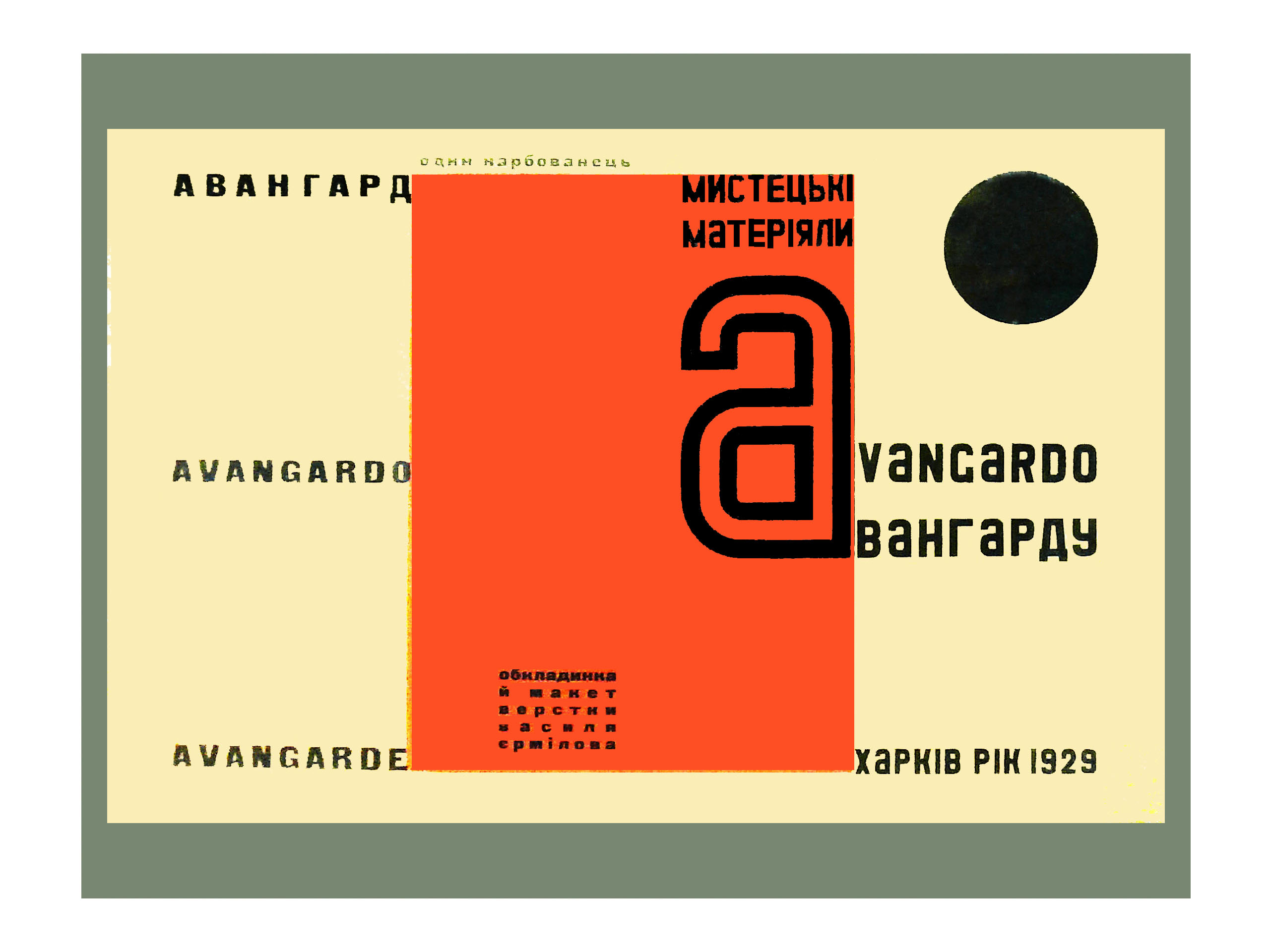
Magazine Avangarde, 1929, couverture de Vassyl Yermylov.

- 1908 : Exposition "Zveno" à Kiev, avec des œuvres d'Alexandra Exter, de David Bourliouk, de Vladimir Bourliouk, de Yevgeny Agafonov et de Volodymyr Denisov.
- 1909 : "Blue Lily" à Kharkiv, avec des œuvres d'Eugene Agafonov, de Maria Sinyakova et de Vassyl Yermilov.
- 1910 : Exposition "Salon Izdebsky 2" à Odessa et Kiev ; des œuvres d'Alexandra Exter, David et Vladimir Bourliouk et Wassily Kandinsky, ainsi que des pièces de Pierre Bonnard, Georges Braque, Maurice de Vlaminck, M. Denis, Matisse, A. Russo et Paul Signac.
- 1910 : "Hylaea", une association ukraino-russe de poètes futuristes, est fondée à Chorniaka, dans la région de Kahovsky, au sud de l'Ukraine. Les membres comprennent David et Vladimir Bourliouk, V. Kamensky, Alexeï Kroutchenykh, Benedikt Livchits, Vladimir Maïakovski, Velimir Khlebnikov et d'autres.
- 1913 : Mykhaïl Semenko à Kiev fonde le groupe futuriste ukrainien "Quero".
- 1914 : Alexandra Exter et ses compatriotes ukrainiens Archipenko, Vladimir Baranov-Rossiné, Kazimir Malevitch et les frères Bourliouk, exposent à la Société des artistes indépendants à Paris ; Exter et Archipenko participent aussi à l'Esposizione Libera Futurista Internazionale à Rome[8].
- 1914 : Alexandra Exter et Alexander Bogomazov fondent le groupe d'artistes cubo-futuristes nommé "Koltso", à Kiev.
- 1917 : le groupe artistique "Union of Seven" est fondé à Kharkiv ; les principaux membres sont Boris Kosarev, Georgy Tsapok, Volodymyr Bobrytsky et Nikolai Kalmykov.
- 1924 : Institut d'art de Kiev (KHI); les principaux membres sont Alexander Bogomazov, Victor Palmov, Kasimir Malevitch et Volodymyr Tatlin .
- 1925 : association artistique et revue "Avangarde" à Kharkiv, fondée par Valerian Polishchuk et Vasyl Yermilov .
- 1925 : Association d'art révolutionnaire d'Ukraine (ARMU) fondée à Kiev ; les membres sont notamment Mykhaïlo Boïtchouk, Alexander Bogomazov, Victor Palmov, Vassyl Yermilov et Vadim Meller.
- 1927 : L'Union des artistes modernes d'Ukraine (OSMU) est fondée à Kiev ; Victor Palmov, Anatol Petrytsky et Pavel Golubyitnikov y sont impliqués.
- 1927 : l'association artistique et le magazine "New Generation" sont fondés à Kharkiv par M. Semenko, Vadim Meller, Anatol Petrytsky et Geo Shkarupii .

## Artistes impliqués

### Cinéma
- Alexandre Dovjenko (1894-1956)[9]

### Peintres
- Yevgeny Agafonov (?)
- Natan Altman (1889-1970)
- Vladimir Baranov-Rossiné (1888-1944)
- Alexander Bogomazov (1880-1930)
- Mykhaïlo Boïtchouk (1882-1937)
- David Bourliouk (1882-1967)
- Vladimir Bourliouk (1886-1917)
- Sonia Delaunay (1885-1979)
- Alexandra Exter (1882-1949)
- Vasyl Khmeluk (1903-1986)
- Kasimir Malevitch (1879-1935)
- Ivan Marchuk (1936-)
- Victor Palmov (en) (1888-1929)
- Oksana Pavlenko (1896-1990)
- Vassyl Sedliar (1889-1937)
- Maria Sinyakova (?)
- Vladimir Tatline (1885-1953)
- Vasyl Yermylov (en) (1894-1968)

### Sculpteurs
- Alexandre Archipenko (1887-1964)
- Ivan Kavaléridzé (1887-1978)
- Vladimir Tatline (1885-1953)

### Dramaturges
- Les Kourbas (1887-1937)

### Metteurs en scène
- Mykhailo Andriienko-Nechytailo (en) (1894-1982)
- Vadim Meller (1884-1962)
- Anatol Petrytsky (1895-1964)

### Écrivains
- Hryhorii Epik (1901-1937)
- Valerian Polishchuk (1897-1937)[10]
- Mykhaïl Semenko (1892-1937)
- Geo Shkarupiy (1903-1937)[11]
- Pavlo Tytchyna (1891-1967)
- Maïk Johansen (1895-1937)